# Vieux Châtelet de Marbais
 (septembre 2024).
La mise en forme du texte ne suit pas les recommandations de Wikipédia : il faut le « wikifier ».
Les points d'amélioration suivants sont les cas les plus fréquents :
- Les titres sont pré-formatés par le logiciel. Ils ne sont ni en capitales, ni en gras.
- Le texte ne doit pas être écrit en capitales (les noms de famille non plus), ni en gras, ni en italique, ni en « petit »…
- Le gras n'est utilisé que pour surligner le titre de l'article dans l'introduction, une seule fois.
- L'italique est rarement utilisé : mots en langue étrangère, titres d'œuvres, noms de bateaux, etc.
- Les citations ne sont pas en italique mais en corps de texte normal. Elles sont entourées par des guillemets français : « et ».
- Les listes à puces sont à éviter, des paragraphes rédigés étant largement préférés. Les tableaux sont à réserver à la présentation de données structurées (résultats, etc.).
- Les appels de note de bas de page (petits chiffres en exposant, introduits par l'outil «  Source ») sont à placer entre la fin de phrase et le point final[comme ça].
- Les liens internes (vers d'autres articles de Wikipédia) sont à choisir avec parcimonie. Créez des liens vers des articles approfondissant le sujet. Les termes génériques sans rapport avec le sujet sont à éviter, ainsi que les répétitions de liens vers un même terme.
- Les liens externes sont à placer uniquement dans une section « Liens externes », à la fin de l'article. Ces liens sont à choisir avec parcimonie suivant les règles définies. Si un lien sert de source à l'article, son insertion dans le texte est à faire par les notes de bas de page.
- La présentation des références doit suivre les conventions bibliographiques. Il est recommandé d'utiliser les modèles {{Ouvrage}}, {{Chapitre}}, {{Article}}, {{Lien web}} et/ou {{Bibliographie}}. Le mode d'édition visuel peut mettre en forme automatiquement les références.
- Insérer une infobox (cadre d'informations à droite) n'est pas obligatoire pour parachever la mise en page.

Pour une aide détaillée, merci de consulter Aide:Wikification.
Si vous pensez que ces points ont été résolus, vous pouvez retirer ce bandeau et améliorer la mise en forme d'un autre article.
Le Vieux Châtelet de Marbais est un château médiéval du XIIIe siècle. Il est situé sur un éperon rocheux dominant la confluence de la Thyle et le vallon du Ri des Goutailles, à Marbais dans la commune de Villers-la-Ville en Belgique. Ce site était une possession de l'ancienne seigneurie de Marbais.

## Localisation
Le château médiéval du Domaine des Trois Tilleuls (nom actuel du gîte) est situé en Belgique, dans la Province du Brabant wallon, sur le territoire de la commune de Villers-la-Ville. Le château domine la vallée de la Thyle, une petite rivière qui traverse un paysage vallonné et boisé, offrant un cadre naturel préservé. Le domaine s’étend sur une zone caractérisée par la confluence de la Thyle et du vallon du Ri des Goutailles, un vallon profond entouré de forêts.

## Histoire du Châtelet
Ce château-fort médiéval (aujourd'hui propriété privée) est mentionné pour la première fois en 1219, au moment où Gérard III, seigneur de Marbais, fit don à l'abbaye de Villers de la dîme d'un champ devant le Castellers. Mais il est sans doute plus ancien. Le donjon pourrait dater en partie du XIIe siècle, alors entouré d’une palissade en bois. Sur le fronton, des ancres indique 1221.
En 1554, le château fut probablement gravement endommagé par les troupes du roi de France, Henri II, avant d'être partiellement reconstruit (ou alors il s'agit d'une autre maison de la famille des Marbais située dans le centre du village). En 1600, la propriété passa aux mains de la famille T’Serclaes de Tilly. Dès cette époque, le château cessa de jouer un rôle politique et fut transformé en exploitation agricole (cense du Chastelet ou cense du Chaslez).
Il est un peu étrange que ce château qui aurait été une des résidences des Seigneurs de Marbais soit si éloignée du centre du village (3 km à vol d'oiseau). Une hypothèse sérieuse en ferait non pas la résidence des seigneurs de Marbais (probablement près du centre du village mais qui n'a jamais été fouillé) mais un poste frontière aux confins du Comté de Namur et du Duché de Brabant.
Un premier argument dans ce sens est la définition donnée par Viollet-le-Duc d'un châtelet qui serait un petit château, élevé en un endroit stratégiquement important (pont, gué, route), et destiné exclusivement à la défense, non à l'habitation. Ce ne serait donc pas une résidence seigneuriale, mais un fort habité par un capitaine et ses hommes d'armes.
Un autre argument serait cette anecdote reprise par Tarlier et Wauters : "Antoine [de Marbais], […] en 1488, lorsque les états généraux des Pays-Bas s'assemblèrent à Malines pour essayer une réconciliation, [fut chargé] d'y représenter la noblesse du comté [de Namur]. À cette époque son manoir de Châtelet fut confié à un capitaine nommé Esperit, dont les soudards ne se gênaient pas pour prendre du bétail dans le voisinage, comme s'ils eussent été en pays ennemi. Deux d’entre eux furent poursuivis pour ce fait en 1490-1491, ainsi qu'un nommé Scolaster, de La Hulpe, qui avait hébergé des vaches provenant de ces rapines et insulté les officiers du prince, venus chez lui pour s'enquérir du fait."
Et plus loin par les mêmes Tarlier et Wauters : "[Sous Lancelot de Marbais, vers 1575], le duc d'Albe fit vendre les bestiaux appartenant au seigneur de Marbais et dont le fisc retira 91 livres 5 sous 6 deniers ; quant aux meubles du Châtelet, on les conserva, parce qu'ils étaient « de petite importance et meubles de bois »." Nous avons donc là un mobilier qui ne sied guère à la résidence d'un seigneur relativement puissant comme les Marbais.
Au XIXe siècle, Auguste Dumont de Chassart  tente de racheter le château mais, n'y parvenant pas, il fait construire sur le versant opposé de la Thyle le Châtelet.

## Architecture
A l'origine sans doute une simple tour de défense de la Seigneurie de Marbais, vassale des Comtes de Namur, face au Duché de Brabant, avec les prétentions de ce dernier sur cette enclave, l'ensemble se renforce.
L’ensemble fortifié se composait de deux cours : la haute cour avec le donjon, et la basse-cour abritant une ferme, appelée la "Cense du Chastelet", ainsi qu'une chapelle castrale. Un pont-levis permettait d’accéder à la basse cour, traversant un fossé entourant la forteresse.
Le Vieux Châtelet, dans son architecture médiévale, se distingue par un donjon en schiste noir, construit probablement au XIIe siècle. Ce donjon rectangulaire (12,3 × 9,8 mètres) n'était pas voûté et servait d'habitation à l'étage, accessible par une porte surélevée. Il comportait de grandes fenêtres et une cheminée, aujourd'hui disparue. Il est fort probable que le donjon comportait un étage supplémentaire, renforçant son rôle défensif.
Au début du XIIIe siècle, un système de courtines en pierre a été ajouté pour ceinturer le donjon, qui jusque-là était simplement entouré d'une palissade. L'enceinte dessinait un plan trapézoïdal, avec des tours aux angles, dont la tour sud-est est la mieux conservée aujourd'hui. Ces tours étaient reliées par un chemin de ronde et offraient des positions défensives avec des archères pour surveiller les alentours. Une construction appelée « chapelle » fut également édifiée au XIIIe siècle, bien que modifiée par la suite. Ce château, typique des forteresses seigneuriales médiévales, repose principalement sur la robustesse de ses murs pour sa défense.
Aujourd’hui, le site conserve plusieurs éléments architecturaux d'origine, dont le donjon du XIIIe siècle, intégré à une enceinte polygonale autrefois protégée par plusieurs tours circulaires. Un large fossé longe la muraille sud, tandis que les autres côtés de la forteresse sont défendus par des pentes abruptes.
L'accès principal se fait par le sud, via un pont en pierre à quatre arches, qui a remplacé l'ancien pont-levis. À l'intérieur de l'enceinte, on trouve un logis agricole reconstruit au début du XVIIIe siècle en brique, contrastant avec les autres bâtiments, principalement construits en schiste local.
L'entrée d'origine présente une tour de deux étages avec des archères, une voûte en ruche et un escalier intra-mural. Des vestiges de l'ancienne chapelle castrale subsistent, bien que transformés au fil du temps.
Entre 1968 et 1970, des travaux de restauration ont été menés, permettant de sauver plusieurs parties du château. Le domaine est ensuite utilisé à des fins agricoles et touristiques. Le donjon et les dépendances rénovées témoignent encore de l’histoire médiévale du site.

## Château actuel
Le Vieux Châtelet a aujourd'hui une double vocation.

### Habitat privé
Il sert d'habitat privé pour la famille propriétaire, qui réside dans le corps de logis principal, restauré au cours du XXe siècle,.

### Hébergement touristique

#### Le Gite du château
Sous la dénomination du Domaine des Trois Tilleuls, le château, et le domaine qui lui est rattaché, accueille des hébergements touristiques. Il accueille un gîte aménagé dans une partie du château. Il offre aux visiteurs une expérience immersive dans ce cadre historique. Ces deux usages coexistent, permettant à la fois la préservation de l’habitat familial et l'ouverture du site au public dans un cadre touristique respectueux de l'environnement et du patrimoine,.

#### Les cabanes champêtres
Les cabanes champêtres du Domaine des Trois Tilleuls sont des hébergements en bois, situés dans des prairies. Construites sur pilotis, elles sont conçues avec des matériaux naturels et équipées de systèmes de gestion écologique, tels que la phyto-épuration. Leur implantation vise à minimiser l'impact sur l'environnement tout en offrant un hébergement en pleine nature,.